# Edward Brooke (polityk)
Edward Brooke (ur. 26 października 1919 w Waszyngtonie, zm. 3 stycznia 2015 w Coral Gables) – amerykański polityk, republikanin, senator. 

## Życiorys
Zdobył wykształcenie prawnicze na Howard University. Podczas II wojny światowej służył we Włoszech jako oficer w 366 Pułku Piechoty;  otrzymał Brązową Gwiazdę za kierowanie atakiem na niemiecką artylerię. 
W 1950 otrzymał republikańską nominację do Izby Reprezentantów stanu Massachusetts, nie został jednak wybrany. W latach 1963–1967 był prokuratorem generalnym Massachusetts jako pierwszy Afroamerykaninem na takim stanowisku. W 1966 i 1972 roku był pierwszym Afroamerykaninem wybranym dwukrotnie do Senatu ze stanu Massachusetts. W 2009 roku został uhonorowany Złotym Medalem Kongresu.